# 多摩川橋 (東京都道249号)
多摩川橋（たまがわばし）は、東京都羽村市 - 青梅市の多摩川に架かる東京都道249号福生青梅線（吉野街道）の橋長114 m（メートル）の桁橋。

## 概要
歩道と車道を柵で仕切り、三角帽子の親柱を採用し安全と美観を重視している。
- 形式 - PC2径間連続箱桁橋
- 橋長 - 114 m
- 幅員
  - 有効幅員 - 14.0 m
  - 車道 - 7.5 m
  - 歩道 - 両側3.25 m
- 架設工法 - ディビダーク工法

## 歴史
それまでは渡し舟に頼っていたところに、籠の渡しが1910年（明治43年）ができた。その後1920年（大正9年）5月に橋長93.3 m、幅員2.7 mの単径間の鋼補剛トラス鉄筋コンクリート塔の吊橋が開通した。
1939年（昭和14年）5月に橋長103.9 m、幅員6 mのRCカンチレバー桁橋となった。その後1987年（昭和62年）3月にPC箱桁橋の現橋が完成した。